# Rui Guedes
Rui Guedes foi um profissional da comunicação portuguesa. Dedicou-se à literatura como historiador e coordenador de biografias.

## Biografia
Nasceu em 1946.
No início da década de 1970 participou com um carro Porsche  em rallies (conforme relatado no fórum lehrenkrauscafe).
Em 1977 tornou-se conhecido do grande público quando participou, em conjunto com Concha, no concurso A Visita da Cornélia.
É o autor de música inédita que grava com Eunice Muñoz na leitura de alguns dos melhores sonetos de Florbela Espanca. Reeditado mais tarde em CD pela Movieplay (1997). Para Florência musicou "Amar, Amar".
Destacou-se como pianista (chegou a tocar no bar do hotel Sheraton em Lisboa) e em 1979 começou a apresentar o programa de Topo Gigio na RTP. É o autor das canções do programa conjuntamente com José Cid .  Também apresentou o programa "Ao piano com Rui Guedes".
Com António Semedo (a voz portuguesa de Topo Gigio) produziu a peça Processo de Jesus. A banda sonora era da sua autoria e de Mike Sergeant.
Dedicou-se à parte editorial, onde se destacam os estudos sobre a obra de Florbela Espanca . Rui Guedes comprou o espólio a um descendente do segundo marido de Florbela. Lança uma biografia e vários livros, tais como "Cartas (1906-1922)" e "Cartas(1923-1930)", com recolha, leitura e notas da sua autoria, lançados em 1986.
Participou também na edição de Fotobiografias com a história dos maiores clubes do futebol português lançadas em 1986  e 1987.
Publicou fotobiografias de Sá Carneiro e de Florbela Espanca, cujas obras completas recolheu e anotou, a edição actualizada do dicionário Cândido de Figueiredo, várias obras de carácter didáctico e um livro de ensaios, "Gente de Valor".
Foi vice-presidente da Assembleia Geral da Sociedade Portuguesa de Autores desde 1995. 
Com Ana Maria Guedes colaborou na dobragem de filmes da Walt Disney e na tradução dos versos das canções. A editora Everest lançou em livro as suas adaptações de clássicos da Disney como Pinóquio, 101 Dálmatas  ou outros como Ai Que Frio! ou Cozinhar Com a Margarida.
Faleceu no dia 15 de setembro de 2001.

## Obras
- Joalharia Portuguesa - 2006  - Bertrand Editora - com Nuno Vassallo e Silva
- Ourém - 2004 - com Ana Saraiva e Patrícia Guedes
- Fotobiografia de Florbela Espanca - 1999  - Dom Quixote
- Reais Mesas Do Norte De Portugal: Homenagem a Ju Tavora - 1997 - com Ju Tavora
- Interiores - 1995 - Bertrand Editora - com Homem Cardoso
- Companhia das Índias - Porcelanas - 1995  Bertrand Editora - com Martim de Albuquerque
- Francisco Sá Carneiro - 1994  - Bertrand Editora
- Dicionário Prático de Conjugação dos Verbos de Língua Portuguesa - 1994  - Bertrand Editora - com Ana Maria Guedes
- Almada Negreiros - Obra Plástica - 1993  Bertrand Editora
- Poesia 1903 - 1917 de Florbela Espanca - 1992
- Sporting Clube de Portugal - Fotobiografia - 1988 - Dom Quixote
- Sport Lisboa e Benfica - Fotobiografia - 1987 - Dom Quixote
- Futebol Clube do Porto - Fotobiografia - 1987 - Dom Quixote
- Cartas 1906-1922 de Florbela Espanca - 1986 - com Luiz Fagundes Duarte
- Fotobiografia: Florbela Espanca - 1985  - Dom Quixote
- Acerca de Florbela - 1984 - Dom Quixote

## Discos
- DE JOELHOS — Arnaldo Trindade, Orfeu, ATCAS 40175, K7, Eunice Munoz e Rui Guedes
- Suite / Fur Concha (Single, Orfeu) KSAR 631
- ESCRAVA (LP, Orfeu, 1977) STAT 045 - Eunice Munoz e Rui Guedes
- ESPERA — ETS Cinema, Vira, CAS 019, K7,
- FLORBELA ESPANCA POR EUNICE MUÑOZ (LP, Orfeu) STAT 045
- Toca Música dos Anos 20 (LP, Orfeu, 1979) STAT 083
- Toca Música dos Anos 30 (LP, Orfeu, 1979) STAT 083
- Processo de Jesus - com Mike Sergeant (LP, Orfeu, 1982) FPAT 6019

## Comentários
Lembram-se de quando o Rui Guedes lançou uma moda que nos fez passarmos o tempo 
a dizer uns aos outros «eu ponho-te um processo em cima!» ? Que saudades desses 
dias de inocência. É que acreditávamos sinceramente que estávamos só a brincar.
(Clara Pinto Correia em A Deriva dos Continentes)